# Helena Leonor
Helena Leonor (Santarém, 26 de Agosto de 1977) é uma fadista portuguesa.

## Biografia
Canta fado desde os 16 anos. Participou no Grande Prémio do Fado da RTP no Teatro São Luis, em 1994, na Grande Noite do Fado do Coliseu, na Expo 98, onde integrou o grupo ribatejano. Actuou em Newark, para a Casa do Ribatejo, em Saarbrucken (Alemanha), em Trikala (Grécia), Don Benito (Espanha), etc. Cantou nalgumas casas de fado, nomeadamente no Amália Clube Fado, na Quinta da Bicuda, Cascais.

## Discografia
- Cantar dos ventos, 1999.